# 李尚玟
李 尚玟（イ・サンミン、朝鮮語: 이상민/李尙玟、1942年4月18日 - ）は、大韓民国の実業家、政治家。第10・12代韓国国会議員。本貫は慶州李氏（長水李氏）。号は明昇（ミョンスン、명승）。仏教徒。

## 経歴
慶尚南道泗川市出身。東国大学校行政大学院地方行政学科を経てカリフォルニア州立大学で2年間学ぶ。株式会社サミ企業代表、株式会社ファシン工業副社長、明昇陶器工業社代表、株式会社テリム商事代表などの企業の代表職を歴任し、1978年の第10代総選挙に無所属で立候補して当選し、国会議員となった。任期中に新民党に入党し、そのほか院内交渉団体であった民政会の院内主席副総務を韓甲洙、鄭輝東とともに務めた。民主化推進協議会指導委員を経て、1985年の第12代総選挙に民主韓国党の公認で立候補して当選し、再び国会議員を務めた。そのほか統一民主党の地区党委員長および政務委員、民主党中央党青年委員長および党務委員や大韓民国憲政会事務総長および運営委員会議長、全国雄弁人協会総裁、全国金属文房具生産協会会長などを務めた。